# Wedeli Köhler
Wedeli Köhler (* 11. April 1949 in München; † 16. August 2011)  war ein deutscher Musiker des Gypsy-Jazz (Violine, früher auch Gitarre).

## Leben und Wirken
Köhlers Großvater war kaiserlicher Hofmusiker in Wien. Seine Eltern, die beide Violine spielten, unterrichteten ihn auf der Violine; daneben lernte er auch Gitarre. Er trat bereits mit neun Jahren öffentlich auf. 1973 gehörte er als Geiger zum Sextett von Mike Reinhardt, mit dem er auch aufnahm. Seine eigene Gruppe Hot Club Da Sinti gründete er mit dem Gitarristen Schmeling Lehmann und dem Bassisten Jani Lehmann als Quartett im Stile des Quintette du Hot Club de France.  Anstelle des Sologitarristen Danny Weiss trat 1979 Tchavolo Schmitt; 1985 löste sich das Ensemble auf. Im nun gegründeten Wedeli Köhler Quartett mit dem Pianisten Unge Schmitt spielte er im Wechsel Geige und Gitarre und näherte sich zunächst dem Modern Jazz an. Der Gruppe gehörten Musiker wie Dorado Schmitt, Ziroli Winterstein und dann sein Sohn Sascha Köhler an. In den letzten Jahren führte er Projekte mit Jan Jankeje durch. Im Frühjahr 2011 spielte er zusammen mit seinem Sohn eine CD ein, deren Veröffentlichung im selben Jahr er nicht mehr erlebte: Hommage a Django.

## Diskografie
- Hot Club Da Sinti Wonderful (1981)
- Sinti Swing (mit Dorado Schmitt, Unge Schmitt, Gino Reinhardt, 1986)
- My Melancholy Baby (mit Unge Schmitt, Sascha Köhler, Peter Gropp, 1994)
- Swing Guitars  (1999) (Jermaine Landsberger, Peter Kropp, Jörg Seidel, Sascha Köhler)
- Swing & Folk (mit Sascha Reinhardt und Benjamin Köhler, Thilo Wagner, Jan Jankeje, Will Lindfors und Elemer Balogh, 2003)
- Hommage a Django (mit Sascha Reinhard, Mano Guttenberger, Branko Arnšek und Benjamin Köhler, 2011)